# 멜론빵
멜론빵(일본어: メロンパン)은 빵의 일종이다.

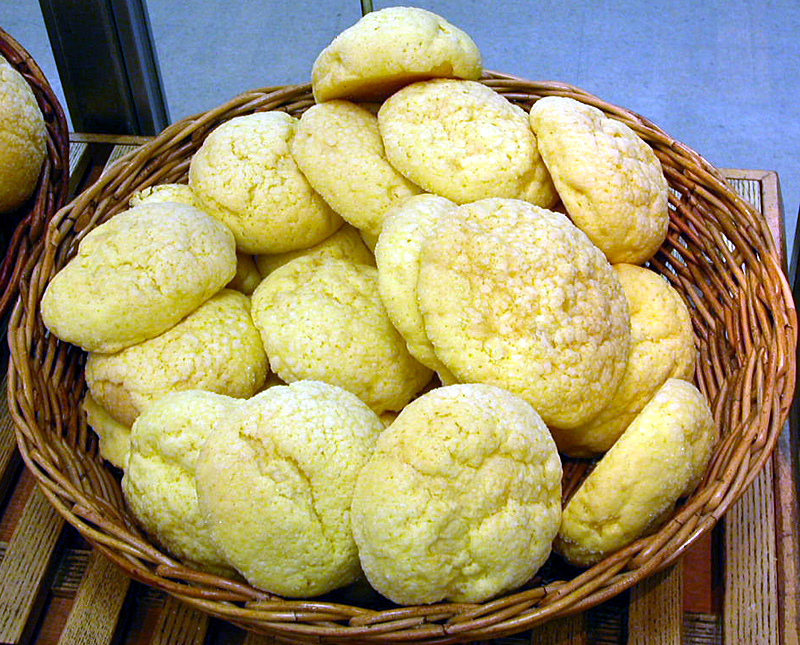
멜론빵

빵 반죽 위에 단 비스킷 반죽(쿠키 반죽)을 얹어 굽는 것이 특징이다. 주로 방추형, 원형, 기타 모양 형태로 나뉜다. 
메론빵은 실제 메론 맛이 나는 것도 있다고 한다. 간사이 지방과 시코쿠 지방의 일부, 주고쿠 지방의 일부 지역에서는 원형 멜론빵을 선라이즈(sunrise)라고 부르기도 한다..

## 이름의 유래
표면의 비스킷 부분에 줄무늬 또는 격자모양의 도랑이 있어서 멜론 모양을 닮았기 때문에 멜론빵이라고 불린다는 설이 주류이다. 그 외에도 '머랭빵'이 와전되어 멜론빵이 되었다고 하는 설이나, 멜론 향이 첨가되었기 때문에 그렇게 불리게 되었다고 하는 설도 있다. 나중에 원재료에 멜론이 추가된 상품도 나왔지만, 그것이 멜론빵으로 이름 붙여진 이유는 아니다.

## 같이 보기
- 보로바우
- 소보로빵